# Defensa de Marc Fontei

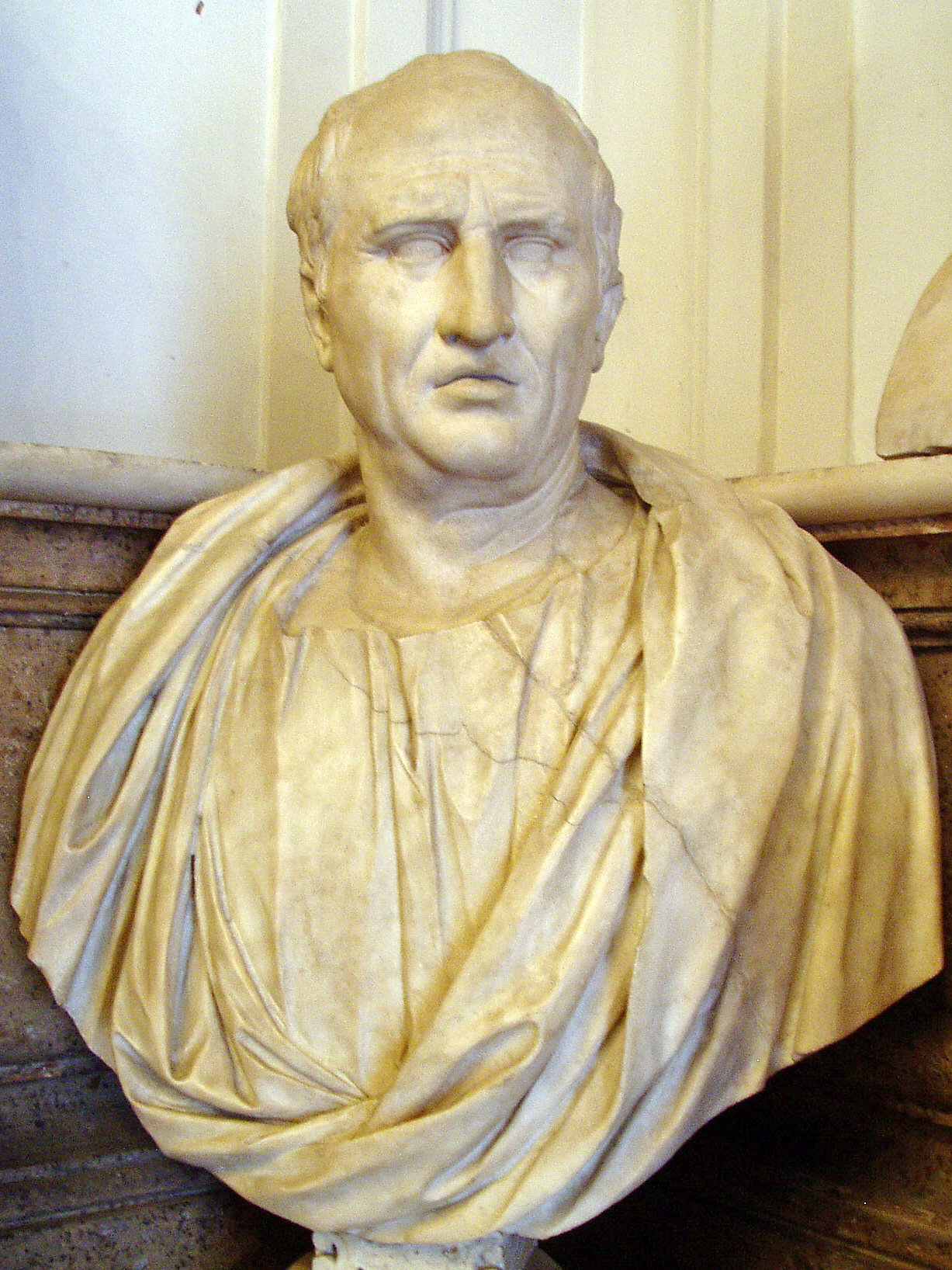
Bust de Ciceró (Museus Capitolins).

Defensa de Marc Fontei (en llatí: Pro Fonteio) és un discurs del polític i escriptor romà Ciceró pronunciat l'any 69 aC (o al cap de poc temps) que sols ens ha arribat fragmentàriament i que s'engloba dins dels discursos polítics de Ciceró. Ciceró hi defensava a Marc Fontei, propretor de la Gàl·lia Transalpina, acusat d'haver-se aprofitat del càrrec que ocupava per guanyar diners il·legalment.
Aquest discurs és paregut al que Ciceró realitzà contra Verres, un altre càrrec polític acusat d'abusar del seu poder, amb la diferència que, en aquell altre cas, Ciceró actuava d'acusador, mentre que en el que ens ocupa, Ciceró exerceix de defensor.

## Context polític
Marc Fontei, després d'ocupar càrrecs a diverses províncies, acabà governant com a propretor la Gàl·lia Transalpina des del 76 fins al 74 aC. Durant el temps en el qual va governar-hi, va portar la pau a la regió. Però durant el seu mandat abusà del seu poder de diferents formes: cobrava impostos injustos que empobrien la població, imposava taxes a la importació de vi d'Itàlia, també hi hagué irregularitats relacionades amb la reparació de les vies de la Gàl·lia Transalpina, a més d'altres anomalies de les quals poca cosa sabem, ja que sols apareixen anomenades en el discurs de Ciceró (com per exemple, la guerra dels voconcis). Fontei, en realitat, no fou objecte d'aquestes acusacions fins cap a l'any 70 aC, quan ja no governava la Gàl·lia Transalpina.

## Defensa
Va ser amb la llei Cornelia de repetundis amb la qual es va jutjar Marc Fontei. Marc Pletori fou qui es va fer càrrec de l'acusació contra Fontei a instàncies dels quj havien fet la denúncia: els gals (en concret, la tribu dels al·lòbroges), que després de veure com Verres fos sentenciat pels seus delictes, cregueren que també era possible que Fontei fos culpat; perquè, al cap i a la fi, havia fet el mateix que Verres. El testimoni principal de l'acusació fou Induciòmar, cap dels al·lòbroges. L'acusació va exposar les irregularitats dels diferents càrrecs ocupats per Fontei, cosa que sols es coneix per la rèplica de Ciceró perquè no ha arribat el discurs de l'acusació.
Per altra banda, de la defensa, se n'ocupà Ciceró,que tenia difícil refutar els fets pels quals acusaven Fontei. Per això, per guanyar el cas es dedicà a lloar el seu client i a desprestigiar els testimonis que presentava l'acusació dient que no es podia tenir confiança en els gals, ja que aquests sempre havien anat contra Roma. Els testimonis de la defensa eren romans amb negocis a la Gàl·lia Transalpina.

## Estructura
En l'obra falten alguns fragments, però d'aquests, hi ha citacions d'altres autors que permeten fer-se una idea de l'esquema del discurs sencer:
-Exordi (introducció del discurs): sols en queden fragments. Ciceró comença el discurs exposant les diferències entre el cas de Fontei i el de Verres, acusant de poc creïble qualsevol cosa que sigui dita pels gals i enumerant tots els beneficis que ha obtingut Roma gràcies al govern de Fontei.
-Refutació (on intenta rebatre i desmuntar el que ha al·legat la defensa) - I-XVIII, 40: Ciceró exposa l'honradesa del seu client en tots i cadascun dels càrrecs polítics que ha ocupat, el fet que no hi hagi proves dels delictes dels quals se l'acusa, sols el que diuen una colla de gals, dels quals clarament els romans no s'haurien de fiar perquè són perillosos; en canvi, els que el defensen són ciutadans romans. En el X, 21-25 Ciceró fa una reflexió sobre el fet que no es pot tenir per vàlid allò que digui un testimoni amb interessos dins d'un cas.
-Peroració (final del discurs, on resumeix el contingut i intenta guanyar-se als oients) – XVIII, 41- XXI: Ciceró acaba dient que cal declarar innocent Fontei per la seva noblesa, perquè la seva germana és una vestal i perquè mentre que els testimonis de l'acusació són uns bàrbars, els de la defensa són romans.

## Resultat
No es coneix quin fou el veredicte del jurat. Sabem, però, que Fontei va comprar una casa a Nàpols. Alguns consideren aquest fet com una prova de què fou declarat innocent i altres com que fou declarat culpable i va haver d'exiliar-se allà.

## Transmissió textual
No ens ha arribat cap manuscrit amb el text complet del Pro Fonteio. En alguns dels manuscrits que ens han arribat del discurs, els fragments del Pro Fonteio estan intercalats amb els d'altres discursos de Ciceró. Per la qual cosa, per tenir tot el discurs que ens ha arribat a nosaltres és necessari combinar els fragments dels diferents manuscrits. El palimpsest Vaticanus (P) del s. IV-V conté tres fragments del discurs. El còdex Vaticanus Basilicanus (V) del s.IX és la font principal per a aquest discurs, en aquest còdex torna a haver-hi la intercalació de diferents discursos de Ciceró. Del s.XI-XII és el codex miscellaneus (C) que sembla una còpia del còdex V, però aporta algun petit fragment que no apareix en els altres. Els manuscrits més recents, que daten del s. XV, són còpies del V, d'aquests destaca el Parisinus 7779 (K) per les bones correccions realitzades per humanistes.